# 四羰基合钴酸汞
四羰基合钴酸汞是一种金属有机化合物，化学式为Hg[Co(CO)4]2。它可由四羰基合钴酸钾和硝酸酸化的氯化汞溶液反应得到。它在四氢呋喃中可以被钠汞齐还原，得到Hg[Co(CO)4]2−。三苯基膦、三苯基砷和三苯基锑与该配合物反应，可以得到Hg[Co(CO)3L]2。